# 6938 Soniaterk
6938 Soniaterk eller 5140 T-2 är en asteroid i huvudbältet som upptäcktes den 25 september 1973 av den nederländsk-amerikanske astronomen Tom Gehrels och det nederländska astronomparet Ingrid van Houten-Groeneveld och Cornelis Johannes van Houten vid Palomarobservatoriet. Den är uppkallad efter den franska målaren Sonia Delaunay-Terk.
Den tillhör asteroidgruppen Eos.